# Römerlay
Römerlay bezeichnet eine Großlage im deutschen Weinbaugebiet Mosel.

## Einzellagen
Die Großlage Römerlay zählt zum Bereich Bernkastel und besteht aus folgenden Trierer Einzellagen:
| - Altenberg - Andreasberg - Augenscheiner - Benediktinerberg - Burgberg - Deutschherrenberg - Deutschherrenköpfchen - Domherrenberg - Hammerstein - Herrenberg | - Jesuitenwingert - Kurfürstenhofberg - St. Martiner Hofberg - St. Martiner Klosterberg - St. Matheiser - St. Maximiner Kreuzberg - St. Petrusberg - Thiergarten Felsköpfchen - Thiergarten Unterm Kreuz |